# Hermann Maier
Hermann, Maier (sinh ngày 7 tháng 12 năm 1972) là một cựu vận động viên đã từng giành chức vô địch thế giới và huy chương vàng Olympic môn trượt tuyết đổ đèo người Áo. Có biệt danh là "Herminator", Maier nằm trong số các tay đua trượt tuyết đổ đèo vĩ đại nhất trong lịch sử với bốn danh hiệu World Cup (năm 1998, 2000, 2001, 2004), hai huy chương vàng Olympic (cả hai đều giành được trong năm 1998), và ba lần vô địch thế giới (năm 1999: 2, 2005). Với 54 lần vô địch World Cup của ông – 24 lần thực hiện rơi siêu gia tốc trọng trường, 15 lần xuống dốc, 14 lần thực hiện slalom khổng lồ và 1 kết hợp – đứng thứ hạng ba trong danh sách xếp hạng vận động viên nam của mọi thời đại, chỉ sau Ingemar Stenmark với 86 lần chiến thắng và Marcel Hirscher với 68 chiến thắng. Tính đến  năm 2013 ông giữ kỷ lục vận động viên trượt tuyết đổ đèo ghi nhiều điểm nhất trong một mùa với 2000 điểm trong mùa thi đấu 2000. Từ 2000-2013 ông cũng giữ danh hiệu của vận động viên ghi nhiều điểm nhất trong một mùa trong số các vận động viên trượt tuyết đổ đèo, cho đến khi Tina Maze ghi được 2414 điểm trong mùa 2013.

## Những năm đầu
Ban đầu Maier không gặt hái được nhiều thành công trong môn trượt tuyết. Khi mới 15 tuổi tại học viện trượt tuyết Schladming, ông đã bị đuổi về sau khi được thông báo rằng mình sẽ không thành công vì thể trạng nhẹ, do chứng suy giảm khả năng tăng trưởng. Maier trở về quê hương Flachau và trường dạy trượt tuyết của cha mình, nơi là nhà của Maier. Ông làm thợ hồ vào mùa hè và dạy trượt tuyết vào mùa đông.
Tham gia các cuộc đua địa phương, Maier đã trở thành nhà vô địch trượt tuyết nhiều khu vực ở Salzburg và Tyrol, nhưng vẫn không thể giành được vị trí trong đội trượt tuyết World Cup mạnh của Áo. Tuy vậy tài năng xuất sắc của anh ấy đã được các huấn luyện viên người Áo công nhận lần đầu tiên vào ngày 6 tháng 1 năm 1996, khi Maier đứng thứ 12 khi so thời gian nhanh nhất khi trượt tuyết ở một slalom lớn dùng để thi World Cup ở Flachau, mặc dù chỉ xuất phát như một người dự thi bên ngoài, không tham gia sự cạnh tranh thực sự. Đây sẽ là điểm khởi đầu trong sự nghiệp quốc tế của ông.